# Claudia Müller-Birn

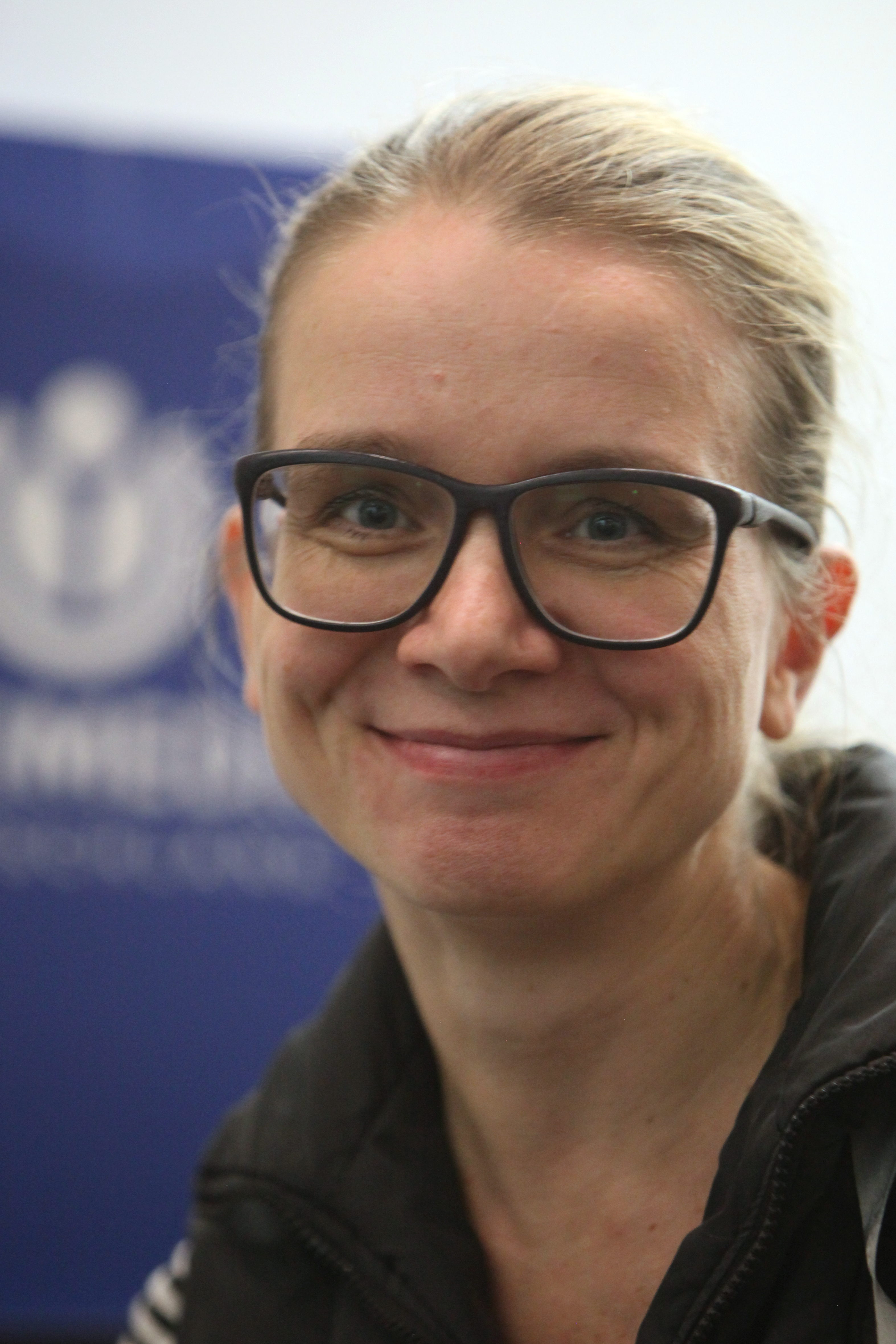
Claudia Müller-Birn auf der WikidataCon 2017

Claudia Müller-Birn (geboren 1976) ist eine deutsche Professorin für Informatik. Seit 2012 ist sie Professorin für Web Science und Human Centered Computing an der Freien Universität Berlin.

## Beruflicher Werdegang
Claudia Müller-Birn schloss 2008 ihre Promotion über „Graphentheoretische Analyse der Evolution von Wiki-basierten Netzwerken für selbstorganisiertes Wissensmanagement“ an der Universität Potsdam ab.
Von 2009 bis 2010 war sie Postdoc der Forschergruppe „Coordination, Technology and Distributed Work“ am Institute for Software Research der Carnegie Mellon School of Computer Science in Pittsburgh.
Von 2010 bis 2012 war Müller-Birn Gastprofessorin der Forschungsgruppe „Netzbasierte Informationssysteme“ am Institut für Informatik der Freien Universität Berlin.
Müller-Birn ist Leiterin der Arbeitsgruppe Human-Centered Computing (HCC.lab) am Institut für Informatik der Freien Universität Berlin und Projektleiterin (Principal Investigator) des Exzellenz-Clusters „Bild Wissen Gestaltung“ im Hermann von Helmholtz-Zentrum für Kulturtechnik. Dort leitet sie den Schwerpunkt „Architekturen des Wissens“.

## Forschungsschwerpunkte
In ihrer Forschung untersucht Müller-Birn, wie die menschliche Kognition mit maschineller Intelligenz kombiniert werden kann, um die vorhandenen Prozesse der Wissensgenerierung in Online-Communitys zu erweitern. Sie ist speziell daran interessiert, Nutzerverhalten zu modellieren, zu analysieren und zu bewerten, um individualisierte Dienstleistungen, die darauf beruhen, zur Verfügung zu stellen.

## Publikationen
- Claudia Müller-Birn, Benjamin Karran, Janette Lehmann, Markus Luczak-Rösch: Peer-production system or collaborative ontology engineering effort: What is Wikidata?. In: Proceedings of the 11th International Symposium on Open Collaboration. ACM, 2015 (doi:10.1145/2788993.2789836).